# سفر دراز روز در شب (فیلم ۱۹۹۶)
سفر دراز روز در شب (انگلیسی: Long Day's Journey into Night) فیلمی در ژانر درام است که در سال ۱۹۹۶ منتشر شد.